# Нобл, Райан
Райан Нобл (англ. Ryan Noble; 11 июня 1991, Сандерленд) — английский футболист, нападающий.

## Клубная карьера
Райан — воспитанник молодёжной Академии «Сандерленда». Выступал за молодёжную и резервную команды клуба. За основной состав «чёрных котов» он дебютировал 2 января 2010 года в матче Кубка Англии против «Барроу», выйдя на замену Даррену Бенту. 26 февраля 2011 года дебютировал в Премьер-лиге, выйдя на замену в матче с «Эвертоном».

## Карьера в сборной
Райан выступал за сборную Англии до 19 лет. В мае 2010 года он забил гол в ворота боснийцев.